# Khash (ort i Nimruz)
Khash är en ort i Afghanistan. Den ligger i provinsen Nimruz, i den sydvästra delen av landet, 700 kilometer sydväst om huvudstaden Kabul. Antalet invånare är cirka 15 000.
Khash är administrativt centrum för distriktet Khash Rud.